# 長谷部成彦
長谷部 成彦（はせべ なるひこ、1983年8月9日 - ）は、日本の俳優、モデル、脚本家。現在、俳優活動の傍ら、シナリオセンターの講師を務めている。

## 来歴
広島県三次市出身。松田優作主演ドラマ『探偵物語』に衝撃を受け、俳優を志す。広島県立三次高等学校を経て、奈良大学卒業。大学を卒業後に上京、舞台を中心に、TV、映画でも活躍している。

## 人物
- 学生時代は野球、剣道、ボクシングを経験。
- 奈良大学時代に中学校教諭一種免許状（社会科）・高校教諭一種免許状（地理歴史）・学校図書館司書教諭を取得。
- 玉川大学教育学部時代に高校教諭一種免許状（公民）を取得。
- 調理師免許を取得。
- 宅地建物取引士を取得。

## 出演

### 舞台
- Kitchen=ハル（2009年、演出：桑原秀一）
- 宿命〜諸説 島原の乱〜（2009年、演出：築根香織） 徳川家光 役
- triage（2009年、演出：日笠圭） 主演：秋原幸太 役
- 岡と土岐（2010年、演出：桑原秀一） 足利義昭 役
- blockingman（2010年、演出：釜口佳人）
- ここだけの話2――燃えろ！北の恋（2010年、演出：ぱく・ばんいる） 沢田守 役
- tropic（2011年、演出：ぱく・ばんいる） リョーク 役　　紀伊国屋ホール
- 最後のOBASAN（2011年、演出：桑原秀一） 悪魔 役

### 映画
- 組長×射殺（2006年、山村淳史監督）
- ROOKIES（2009年、平川雄一郎監督）
- さらば、ダイヤモンド(2018年、中川和博監督)
- カラフル(2018年、諸江亮監督)
- ＨｉＧＨ＆ＬＯＷ　ＴＨＥ　ＷＯＲＳＴ(2019年、久保茂昭監督)
- 常神バルカローレ(2019年、高島一希監督)
- 高浜ラプソディ(2020年、進藤丈広監督)
- そこからの光～未来の私から私へ～(2020年、淀川茂監督)
- ザ・オーディション(2022年、今関あきよし監督)

### テレビ
- ディロン〜運命の犬ふたたび〜（2008年、NHK）
- タイムスクープハンター、シーズン6 ニュース 大江戸入れ歯事情（2014年4月12日、NHK）
- BORDER 警視庁捜査一課殺人犯捜査第4係（2014年、テレビ朝日)
- 花子とアン（2014年、NHK)
- アナザーストーリーズ 運命の分岐点 よど号ハイジャック事件 明かされなかった真実（2016年、NHK)
- 爆報! THE フライデー 吹田明日香 母を亡くした日航機墜落事故の裏側（2016年、TBS)
- 土曜ワイド劇場 事件17（2016年、テレビ朝日)
- 刑事7人 第2シリーズ　第1話（2016年、テレビ朝日)
- 超絶気持ちいい瞬間ベスト50　ブルーインパルス　（2017年、フジテレビ）
- 仮面ライダービルド 第12話 陰謀のセオリー　(2017年、テレビ朝日)
- 卒業式に、神谷詩子がいない　(2022年、日テレ)

### ウェブテレビ
- 毒ノ華　第二話・夢繭華（2018年12月21日、DMM.com）[1] - 和樹役

### TVCM
- スカパー／全国版セパ30秒CM　 2021年3月20日〜2021年6月19日　※1クール

## 脚本作品

### 映画
- 映画「スリーアウト」ホームラン篇(2019年、監督：諸江亮)

### 舞台
- 福笑（2016年、NaughtyBoyz）
- スカートの中は苺パンツ（2018年、NaughtyBoyz）
- タクシードライバー(2019年、主演：モロ師岡)

### テレビドラマ
- いしかわ短編映画三部作（2020年、北陸放送）第一弾「夏色ソフト」
- いしかわ短編映画三部作（2020年、北陸放送）第二弾「桜色の風にのって」
- いしかわ短編映画三部作（2021年、北陸放送）第三弾「はるいろハート」

### ウェブドラマ
- オンラインシネマ「GIFT〜しあわせのカタチ〜」（2020年、ABEMA）